# Masatepe
Masatepe [masaˈtepe] ist eine Gemeinde im Departamento Masaya in Nicaragua und liegt etwa 30 Kilometer südlich der Hauptstadt Managua. Die Stadt gehört zu den „Pueblos Blancos“ (den „Weißen Dörfern“) in Nicaragua. Der Name Masatepe leitet sich von dem aus dem Nahuatl stammenden Wort Mazatl-tépec ab und bedeutet so viel wie Hirschhügel (mazatl = Hirsch, tepec = Ort, Hügel).

## Geografie
Im Norden von Masatepe liegt der Nationalpark Vulkan Masaya.

## Geschichte
Die ersten menschlichen Gruppen, die sich in dem Gebiet von Masatepe niederließen, waren Nachkommen des indigenen Volkes der Chorotega.
Heute leben in Masatepe vor allem spanischsprachige Mestizen.

## Wirtschaft und Infrastruktur
Die grundlegende wirtschaftliche Tätigkeit der Gemeinde ist die Landwirtschaft (Kaffee, Geflügelzucht, Bohnen, Mais, Reis, Bananen und Zitrusfrüchte). Für die lokale Wirtschaft ist der Handel von großer Bedeutung, insbesondere die Vermarktung von in Handarbeit gefertigten Schuhen und Möbeln.
Die Rattan-Möbel, die in Masatepe hergestellt werden, sind bis über die Landesgrenzen hinaus bekannt.

### Verkehr
Masatepe wird durch ein ausgebautes Straßennetz mit den umliegenden Gemeinden verbunden, auf denen Busse und Motorradtaxis verkehren.

## Kultur und Sehenswürdigkeiten
Die Mehrheit der Einwohner bekennt sich zum katholischen Glauben. Der Schutzpatron der Stadt ist San Juan Bautista, der auch Namensgeber für die größte Gemeinde und die dazugehörige Kirche von Masatepe ist.
Eines der wichtigsten Feste ist das Fest der Heiligen Dreifaltigkeit, die durch eine mehr als 300 Jahre alte, lebensgroße aus Holz geschnitzte schwarze Jesus Figur „El Cristo Negro de La Santisima Trinidad“ dargestellt wird. Die Feierlichkeiten finden zwischen Mai und Juni statt. Die Menschen beten und tanzen zur Heiligen Dreifaltigkeit, es werden religiöse Zeremonien abgehalten und farbenfrohe Folkloretänze zur Musik der Marimba aufgeführt.
Das „Ballet Folclórico Masatepelt“ ist eine über die Landesgrenzen bekannte Tanzgruppe der Stadt, die bereits in vielen Ländern aufgetreten ist.

### Bauwerke
Kirche San Juan Bautista
Die Hauptkirche von Masatepe ist San Juan Bautista, die 1745 erbaut wurde und Johannes dem Täufer geweiht ist. Die Kirche hat zwei Glockentürme, von denen einer als Aussichtsturm genutzt werden kann. Vom Turm aus kann man den Vulkan Masaya sehen. Im Inneren der Kirche befindet sich „El Cristo Negro de La Santisima Trinidad“. Die Fassade des Gebäudes ist mit barocken Stilelementen versehen.
Kirche von Veracruz
Eine weitere Kirche der Stadt ist die Kirche von Veracruz mit einer neoklassizistischen Fassade.
Der Alte Bahnhof
Das alte Bahnhofsgebäude wurde zu einem Kunsthandwerksmarkt umgewandelt auf dem heute Handarbeiten und Möbel ausgestellt werden.

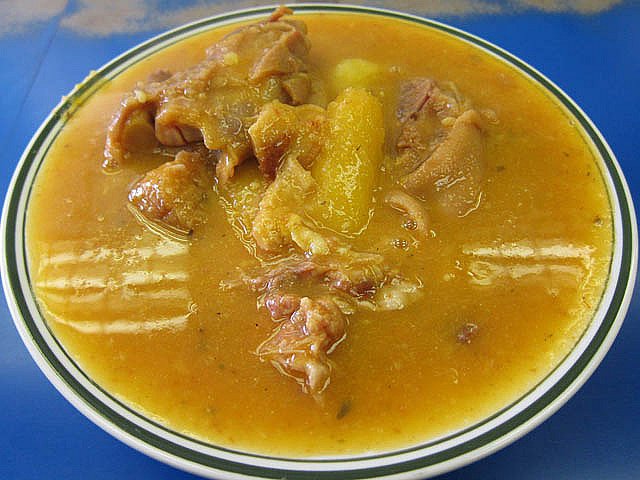
Mondongo-Suppe

### Kulinarisches
Die Mondongo-Suppe („Sopa de mondongo“), eine Kuttelsuppe ist eine Spezialität des Landes. In Masatepe findet man eine besondere Art der Suppe, eine Kreation von Doña Nestor, einer ehemaligen Bürgerin der Stadt. Die beliebte Suppe wird traditionell mit Tortillas, Avocado und Quark gereicht.
Außerdem ist Masatepe bekannt für seine Süßwaren („Dulces de Masatepe“), die von den Verkäufern in Tier- oder Fruchtformen angeboten werden.

## Sport
In Masatepe spielt der Fußballverein Deportivo Masatepe.

## Persönlichkeiten
- José María Moncada Tapia (1870–1945), General und Politiker
- Sergio Ramírez (* 1942), Schriftsteller